# Fausto de Quadros
Canuto Joaquim Fausto de Quadros GOIH (Lisboa, 10 de fevereiro de 1944) é um jurista, advogado e professor universitário português.

## Biografia

### Percurso académico e profissional
Licenciado, Mestre e Doutor em Direito, menção de Ciências Jurídico-Políticas (tendo apresentado uma dissertação intitulada Direito das Comunidades Europeias e Direito Internacional Público), pela Faculdade de Direito da Universidade de Lisboa; dedicou-se à carreira académica nesta Faculdade, chegando a Professor Catedrático. É também advogado, jurisconsulto e árbitro.
Integrou inúmeras comissões que deram origem a leis e/ou decretos-leis, destacando-se  nomeadamente o papel preponderante que teve na elaboração da Lei das Autarquias Locais de 1977,  do Código de Procedimento Administrativo de Portugal, bem como do Código de Procedimento Administrativo da Polónia, Presidiu à Comissão que reviu o Código do Procedimento Administrativo, o Estatuto dos Tribunais Administrativos e Fiscais e o Código de Processo dos Tribunais Administrativos, que entraram em vigor em 2015. Foi ouvido pela Comissão Parlamentar Eventual de Revisão Constitucional sobre todas as revisões da Constituição Portuguesa de 1976 desde a revisão de 1989. Foi consultado pelo Estado Português sobre todas as revisões dos Tratados das Comunidades Europeias desde o Ato Único Europeu (1985).

### Posições
Em matéria de política europeia, é Federalista.
Em conjunto com Jorge Bacelar Gouveia, Jorge Miranda, José Manuel Sérvulo Correia e outros especialistas considera a Eutanásia inconstitucional à luz da Constituição Portuguesa de 1976.

### Obra
Da sua obra constam vários estudos na área do Direito Público, abrangendo os domínios do Direito Administrativo, Direito da União Europeia (antigo Direito Comunitário) e Direito Internacional Público, dos quais se destacam as seguintes obras:
- A Proteção da Propriedade Privada pelo Direito Internacional Público;
- A Nova Dimensão do Direito Administrativo;
- Manual de Direito Internacional Público, em coautoria com André Roberto Delaunay Gonçalves Pereira;
- Aspetos jurídicos das empreitadas de obras públicas (2002), que foi publicado juntamente com Diogo Pinto de Freitas do Amaral e José Carlos Vieira de Andrade.
- Direito da União Europeia;
- Droit de l'Union européenne  (o primeiro manual de Direito publicado por um Professor português no estrangeiro);
- Contencioso da União Europeia, em coautoria com Ana Maria Guerra Martins.

É titular de uma Cátedra Europeia Jean Monnet ad personam em Direito Constitucional Europeu.

### Condecorações
A 5 de Janeiro de 2016 foi feito Grande-Oficial da Ordem do Infante D. Henrique.

### Família
De família goesa católica, era filho primogénito de José Joaquim Militão de Quadros (Goa, Salcete, Margão, Raiá, 10 de Março de 1910 - Lisboa, 18 de Dezembro de 1991), [carece de fontes?]Oficial da Antiga e Muito Nobre Ordem Militar da Torre e Espada, do Valor, Lealdade e Mérito a 10 de Janeiro de 1957, Juiz Desembargador do Tribunal da Relação e Procurador da República de Goa de 1957 a 1961, e Presidente do Tribunal Administrativo de Angola de 1971 a 1975, (Goa, 6 de Fevereiro de 1943), e de Maria José Jacinta Quitéria Ester de Araújo Mascarenhas (Goa, Pangim, 11 de Maio de 1923 - Lisboa, Benfica, 5 de Maio de 2008); é filho, neto paterno e bisneto por varonia de Juízes mas, ao invés deles e da sua vontade, optou pela carreira docente. Tem um irmão e duas irmãs.
É casado com Maria Teresa Paula Quesada Pastor (Lisboa, São Mamede, 31 de Janeiro de 1947),  Licenciada em Física pela Faculdade de Ciências da Universidade de Lisboa, e tem uma única filha, Maria Inês Quesada Pastor de Quadros (29 de Janeiro de 1979), Licenciada, Mestre e Doutora em Direito e Professora na Faculdade de Direito da Universidade Católica Portuguesa.